# Sclerobelemnon schmeltzii
Sclerobelemnon schmeltzii is een Pennatulaceasoort uit de familie van de Kophobelemnidae. De wetenschappelijke naam van de soort is voor het eerst geldig gepubliceerd in 1872 door Kölliker.